# شياتورا
شياتورا (بالجورجية: ჭიათურა) هي مدينة في منطقة إيميريتي في غرب جورجيا. في عام 1989، كان عدد سكانها حوالي 30000 نسمة.

## المدن التوأم - المدن الشقيقة
- بيرشتوناس
- مرجول
- سيغولدا